# Khair
Khair är en ort i Indien.   Den ligger i distriktet Aligarh och delstaten Uttar Pradesh, i den norra delen av landet, 100 km sydost om huvudstaden New Delhi. Khair ligger 194 meter över havet och antalet invånare är 30 173.
Terrängen runt Khair är mycket platt. Runt Khair är det tätbefolkat, med 613 invånare per kvadratkilometer. Khair är det största samhället i trakten. Trakten runt Khair består till största delen av jordbruksmark.